# Sopramonte
Sopramonte ist eine Fraktion und ein Stadtteil im Westen der Trentiner Landeshauptstadt Trient. Er hat 2.859 Einwohner (2011).

## Geografie
Sopramonte liegt etwa 7 Kilometer westlich vom Stadtkern von Trient an den nördlichen Ausläufern des Monte Bondone.

## Geschichte
Die Gemeinde verlor im Jahr 1926 ihre Selbstständigkeit und wurde verwaltungsrechtlich mit der Stadt Trient vereinigt.

## Persönlichkeiten
- Ida Dalser (1880–1937), Kosmetikerin und erste Ehefrau von Benito Mussolini
- Fabio Depaoli (* 1997), Fußballspieler